# Jezioro Głębokie (powiat świdwiński)
Jezioro Głębokie – jezioro na Pojezierzu Drawskim, położone w woj. zachodniopomorskim, w powiecie świdwińskim, w gminie Połczyn-Zdrój, o powierzchni 8,0 ha. Głębokość zbiornika wynosi 5,0 m.
Lustro wody jeziora znajduje się na wysokości 145,8 m n.p.m.
Przez jezioro przepływa rzeka Drawa, biegnąca do położonego 340 m na południe Jeziora Małego. Przy północnym brzegu jeziora biegnie droga wojewódzka nr 163.
Jezioro Głębokie zostało objęte rezerwatem przyrody Dolina Pięciu Jezior. Jezioro znajduje się w Drawskim Parku Krajobrazowym oraz obszarze specjalnej ochrony ptaków Ostoja Drawska.
W 2004 roku dokonano badań czystości wód powierzchniowych, gdzie oceniono wody Jeziora Głębokiego na III klasę czystości.
Nazwę Jezioro Głębokie wprowadzono urzędowo w 1950 roku, zastępując poprzednią niemiecką nazwę jeziora – Tiefer See.